# Joe Montgomery
Joe Montgomery ist ein US-amerikanischer Rockabilly-Musiker.

## Leben
Joe Montgomery stammt aus Cleveland, Tennessee. Seine Karriere startete er in Texas. Kurz danach zog Montgomery nach Tucson, Arizona. Dort arbeitete er bei einer Fluggesellschaft. In seiner Freizeit fuhr er nach Phoenix, um dort einige Aufnahmen in Floyd Cramers Studio zu machen. Cramer gab den Titel Cool Cat an Fabor Robinson, den Besitzer der Abbott Records, weiter, die ihn veröffentlichten. Robinson machte Montgomery den Vorschlag, an die Westküste zu kommen. Dort arbeitete er in den Aufnahmestudios neben seinem Beruf. Trotzdem blieb der Erfolg aus. Enttäuscht ging Montgomery nach Arizona zurück, wo er 1957 die Chance zu weiteren Aufnahmen mit Al Casey bekam. Nachdem die Jamie Records die Stücke ablehnten, wurden sie von Liberty Bell veröffentlicht. Kurze Zeit später wurden sie von den Mercury Records landesweit veröffentlicht. Der Durchbruch blieb jedoch aus. Nach einer Tournee durch Nevada nahm Montgomery weiterhin auf, ohne Erfolg.
Bis in die 1980er Jahre war er musikalisch aktiv, danach zog er sich nach Austin, Texas, zurück.

## Diskografie
| Jahr | Titel                                   | Plattenfirma         |
| ---- | --------------------------------------- | -------------------- |
| 1956 | Cool Cat / Walking With Memories        | Abbott Records       |
| 1957 | Planetary Run / Since You Fell In Love  | Liberty Bell Records |
| 1957 | The Bowling Song / Fall In Love With Me | Liberty Bell Records |